# Barbitistes kaltenbachi
Barbitistes kaltenbachi is een rechtvleugelig insect uit de familie sabelsprinkhanen (Tettigoniidae). De wetenschappelijke naam van deze soort is voor het eerst geldig gepubliceerd in 1965 door Harz.
1. ↑  (en) Barbitistes kaltenbachi op de IUCN Red List of Threatened Species.